# Davor Dominiković
Davor Dominiković (Metković, 7. travnja 1978.), bivši je hrvatski rukometaš. Bivši je trener  MRK Sesveta i asistent u Hrvatskoj reprezentaciji.
Najblistaviji trenutak za RK Metković ostvario je 29. travnja 2000. sa svojih pet pogodaka u posljednjih jedanaest minuta utakmice protiv Flensburga što je Metkoviću donijelo naslov pobjednika Kupa EHF.
Kao član Hrvatske rukometne reprezentacije 2004. dobitnik je Državne nagrade za šport "Franjo Bučar"
Osvojio je zlato na Mediteranskim igrama 2001. u Tunisu.k

## Vanjske poveznice
- Osobna stranica Davora Dominikovića